# Willard Parker
Willard Parker (5 de febrero de 1912 – 4 de diciembre de 1996) fue un actor teatral, cinematográfico y televisivo de nacionalidad estadounidense. Tuvo un contrato como primer actor con Columbia Pictures en los años 1940, y protagonizó la serie televisiva Tales of the Texas Rangers (1955–58).

## Biografía

### Inicios
Su verdadero nombre era Worster Van Eps, y nació en la ciudad de Nueva York. Trabajó como medidor de consumo y como entrenador de tenis. En esta última actividad fue descubierto en Hollywood por Zeppo Marx, que en aquel momento trabajaba como agente artístico. Marx gestionó una prueba de pantalla, como resultado de la cual fue contratado por Warner Bros, cambiando su nombre por el artístico "Willard Parker".

### Warner Bros
Parker fue contratado por Warner Bros a finales de los años 1930. Debutó con un papel sin créditos en el western de Dick Foran The Devil's Saddle Legion (1937). Tuvo otros pequeños papeles en That Certain Woman (1937, con Bette Davis), Back in Circulation (1937, con Pat O'Brien), The Radio Murder Mystery (1937, con Ronald Reagan), Alcatraz Island (1937, con John Litel), Over the Goal (1937, con June Travis), The Adventurous Blonde (1937, con Glenda Farrell), Missing Witness (1937, con Litel), y The Invisible Menace (1938, con Boris Karloff).
El primer papel destacado de Parker llegó con el film A Slight Case of Murder (1938), con Edward G. Robinson. A esta película siguió Accidents Will Happen (1938), con Reagan, pero después dejó el estudio.
Parker pasó entonces a Republic Pictures, con la cual rodó The Zero Hour (1939), y ese mismo año hizo un pequeño papel para Paramount en The Magnificent Fraud (1939).

### Broadway
Parker decidió trabajar en el teatro para mejorar como actor. Actuó para una compañía de repertorio, y después fue al circuito de Broadway, donde participó en la exitosa Johnny Belinda (1940), pieza de Elmer Rice. Después sustituyó a Victor Mature en el musical Lady in the Dark (1941), actuando con Gertrude Lawrence, y trabajando con la obra cuando se representó en gira en 1943. Este trabajo llamó la atención de los ejecutivos de Columbia Pictures, que le dieron un contrato a largo plazo.

### Columbia
Parker fue el segundo protagonista masculino en What a Woman! (1943), una comedia romántica en la que actuaban Rosalind Russell y Brian Aherne.  
Sin embargo, su carrera se vio interrumpida por el servicio en el Cuerpo de Marines de los Estados Unidos. Cuando volvió a Columbia, la productora le dio un papel protagonista en The Fighting Guardsman (1945). Después protagonizó la comedia One Way to Love (1946) y un western, Renegades (1946).
Esas cintas no fueron particularmente exitosas, por lo que Parker pasó a interpretar el tercer personaje principal en el western Relentless (1948), y en The Mating of Millie (1948) aparecía en los créditos tras Glenn Ford, Evelyn Keyes y Ron Randell. Aun así, Columbia le dio el papel protagonista en el drama The Wreck of the Hesperus (1948).
Universal lo pidió prestado para un papel de reparto n You Gotta Stay Happy (1948), con Joan Fontaine y James Stewart. De nuevo en Columbia actuó con Don Ameche y Dorothy Lamour en el musical Slightly French (1949). Volvió de nuevo prestado a Universal, haciendo un papel de reparto junto a Yvonne de Carlo en el western Calamity Jane and Sam Bass (1949). 
Columbia le dio el protagonismo en algunas películas de "serie B", como Bodyhold (1949, con Lola Albright), y David Harding, Counterspy (1950). Encarnó a un tercer personaje en la comedia Emergency Wedding (1950), junto a Larry Parks y Barbara Hale.
Parker también trabajó con Lippert Pictures, compañía con la cual rodó The Bandit Queen (1950) junto a Barbara Britton.
Para RKO Pictures trabajó en Hunt the Man Down (1951), y para Columbia en My True Story (1951), película que protagonizó bajo la dirección de Mickey Rooney.
Universal utilizó a Parker como tercer actor en el western Apache Drums (1951), haciendo después tres cintas de Pine-Thomas Productions, Caribbean Gold (1952), Sangaree (1953) y The Vanquished (1953). Además, en 1952 fue actor invitado en la serie televisiva The Adventures of Ellery Queen (1952).
Parker volvió al protagonismo con el papel de Jesse James en The Great Jesse James Raid (1953), producción de Lippert Pictures. Ese mismo año hizo un pequeño papel de reparto en Kiss Me Kate (1953), cinta de MGM.

### Televisión
Parker y su esposa, Virginia Field, actuaron en el episodio "Mr. And Mrs. Trubble", de la serie Schlitz Playhouse, en 1952. Volvió al show con "Twenty-two Sycamore Road" (1953, con Nancy Reagan), "Little War at San Dede" (1954), y "Visitor in the Night" (1955).
También fue artista invitado en Fireside Theatre con los episodios "A Mother's Duty" (1954) y "No Time for Susan" (1955, con su esposa), así como en The Ford Television Theatre con las entregas "Kiss and Forget" (1953, con su esposa) y "The Mumbys" (1955, también con su esposa). 
Parker fue escogido para encarnar al Ranger Jace Pearson en la serie televisiva en 52 episodios de la CBS Tales of the Texas Rangers, que se emitió entre 1955 y 1958. Su coprotagonista era Harry Lauter, que interpretaba al Ranger Clay Morgan. La serie fue reemitida posteriormente por la ABC.
En 1956 protagonizó un western de bajo presupuesto de Fox, Naked Gun, y al siguiente año el drama Lure of the Swamp. En la serie de Lee Marvin para la NBC M Squad (1958) fue artista invitado, siendo después el protagonista de varios westerns de bajo presupuesto, Lone Texan (1959), Young Jesse James (1960) y Walk Tall (1960). Ese mismo año actuó en el episodio Dr Kate para el show Westinghouse Desilu Playhouse. Walk Tall había sido dirigido por Maury Dexter, que trabajó con Parker en The High Powered Rifle (1961) y Air Patrol (1962).

### Últimos años
Ya hacia el final de su carrera, en el año 1962 fue artista invitado en la serie de la ABC Going My Way, protagonizada por Gene Kelly y Leo G. Carroll, encarnando Joe Giblin en episodio "The Crooked Angel."
Entre sus postreras películas figuran la británica The Earth Dies Screaming (1964) y Waco (1966). Actuó por última vez en el cine en The Great Waltz (1972).

### Vida personal
Parker estuvo casado con Marion Pierce desde 1939 a 1951. La pareja tuvo un hijo, pero se divorciaron, y Parker se casó en el año 1951 con la actriz Virginia Field. Permanecieron unidos hasta la muerte de ella en 1992.
Willard Parker falleció en el año 1996, a causa de un infarto agudo de miocardio, a los 84 años de edad, en Rancho Mirage, California. Fue enterrado en el Cementerio Forest Lawn Memorial Park de Cathedral City.

## Selección de su filmografía
- 1937 : Love is on the Air, de Nick Grinde
- 1937 : That Certain Woman, de Edmund Goulding
- 1937 : Back in Circulation, de Ray Enright
- 1937 : Alcatraz Island, de William C. McGann
- 1938 : A Slight Case of Murder, de Lloyd Bacon
- 1938 : The Invisible Menace, de John Farrow
- 1939 : The Zero Hour, de Sidney Salkow
- 1939 : The Magnificent Fraud, de Robert Florey
- 1943 : What a Woman!, de Irving Cummings
- 1946 : The Fighting Guardsman, de Henry Levin
- 1946 : One Way to Love, de Ray Enright
- 1946 : Renegades, de George Sherman
- 1948 : The Mating of Millie, de Henry Levin
- 1948 : Relentless, de George Sherman
- 1948 : You Gotta Stay Happy, de H. C. Potter
- 1949 : Slightly French, de Douglas Sirk
- 1949 : Calamity Jane and Sam Bass, de George Sherman
- 1950 : David Harding, Counterspy, de Ray Nazarro
- 1950 : Hunt the Man Down, de George Archainbaud
- 1950 : The Secret Fury, de Mel Ferrer
- 1950 : Emergency Wedding, de Edward Buzzell
- 1951 : Apache Drums, de Hugo Fregonese
- 1951 : My True Story, de Mickey Rooney
- 1952 : Caribbean, de Edward Ludwig
- 1953 : Kiss Me Kate, de George Sidney
- 1953 : Sangaree, de Edward Ludwig
- 1953 : The Great Jesse James Raid, de Reginald Le Borg
- 1953 : The Vanquished, de Edward Ludwig
- 1960 : The High Powered Rifle, de Maury Dexter
- 1960 : Young Jesse James, de William F. Claxton
- 1960 : Walk Tall, de Maury Dexter
- 1962 : Air Patrol, de Maury Dexter
- 1964 : The Earth Dies Screaming, de Terence Fisher
- 1966 : Waco, de R. G. Springsteen
- 1972 : The Great Waltz, de Andrew L. Stone

## Teatro (Broadway)
- 1940-1941 : Johnny Belinda, de Elmer Harris, con Horace McNally
- 1941-1942 : Lady in the Dark, de Kurt Weill, letras de Ira Gershwin, libreto de Moss Hart, escenografía de Moss Hart y Hassart Short, dirección musical de Maurice Abravanel, con Gertrude Lawrence
- 1943 : Lady in the Dark, reestreno, con Richard Hale, Gertrude Lawrence y Hugh Marlowe